# Microcalcarifera sitellata
Microcalcarifera sitellata là một loài bướm đêm trong họ Geometridae.